# Am Universum
Am Universum – piąty album fińskiego zespołu deathmetalowego Amorphis, wydany w kwietniu 2001 roku przez wytwórnię Relapse Records. Album stanowi znaczące odejście od doom/stonermetalowych wpływów słyszalnych na poprzedniej płycie. Am Universum zawiera więcej opartego na śpiewie progresywnorockowego brzmienia.
Według danych z kwietnia 2002 album sprzedał się w nakładzie 7,757 egzemplarzy na terenie Stanów Zjednoczonych.

## Twórcy
- Pasi Koskinen – śpiew
- Tomi Koivusaari – gitara rytmiczna
- Esa Holopainen – gitara prowadząca
- Niclas Etelävuori – gitara basowa
- Santeri Kallio − instrumenty klawiszowe
- Pekka Kasari − perkusja

### Gościnnie
- Sakari Kukko − saksofon (utwory 1, 5, 6, 8, 10)
- Antti Halonen −˙piła (utwór 10)

## Lista utworów
1. "Alone" – 6:18
2. "Goddess (Of the Sad Man)" – 3:59
3. "Night is Over" – 4:04
4. "Shatters Within" – 5:19
5. "Crimson Wave" – 4:45
6. "Drifting Memories" – 4:24
7. "Forever More" – 4:33
8. "Veil of Sin" – 5:10
9. "Captured State" – 4:27
10. "Grieve Stricken Heart" – 6:39
11. "Too Much to See" (utwór dodatkowy na japońskiej edycji albumu) – 3:38

Wszystkie utwory skomponowane przez Amorphis.